# Melchiorre Cafà
Melchiorre Cafà (1636–1667), rojen Melchiorre Gafà, znan tudi kot Caffà, Gafa, Gaffar ali Gafar, je bil malteški baročni kipar. V Rimu je začel obetavno kariero, vendar je bila zaradi prezgodnje smrti zaradi delovne nesreče prekinjena. Bil je starejši brat kiparja Lorenza Gafe.

## Življenjepis
Cafà se je rodil v Vittoriosi na Malti in ob krstu 21. januarja 1636 dobil ime Marcello. Po selitvi v Rim leta 1658 ali kmalu zatem je bil najpogosteje omenjen kot Melchior (ali Melchiorre) Maltežan. Njegov brat Lorenzo Gafà je bil eden vodilnih arhitektov na Malti.
Cafà je bil že izurjen kipar, ko je prišel v Rim in vstopil v delavnico Ercoleja Ferrate, ki ni bil strog učitelj, čeprav mu je verjetno pomagal izboljšati njegovo tehniko. Kljub temu da je kmalu dobil naročila, je ostal v tesnem stiku s Ferrato in z njim sodeloval.
Leta 1660 je Cafà podpisal svojo prvo neodvisno pogodbo s kardinalom Camillom Pamphilijem za relief Mučeništvo svetega Evstahija v cerkvi svete Neže (Sant'Agnese in Agone) nasproti trga Navona v Rimu. Leta 1662 je postal član  Akademije svetega Luke in je bil leta 1667 celo izvoljen za predstojnika, vendar je to čast zavrnil. Bil je tesen prijatelj slikarja Giovannija Battiste Gaullija. Umrl je 4. septembra 1667, ko se je nanj pri vlivanju svetega Petra zrušilo nekaj materiala, medtem ko se je ukvarjal z oltarno dekoracijo v  sostolnici svetega Janeza v Valleti. Delo je končal njegov edini učenec Giuseppe Mazzuoli.
V mestu Vittoriosa na Malti ni spomenika ali spominske plošče v njegovo čast, je pa malteška pošta izdala več znamk s kiparjevimi kipi. 

## Dela
V zelo delovnem kratkem življenju mu je uspelo dokončati nekaj večjih naročil:
- leseni kip svetega Pavla v cerkvi Brodoloma svetega Pavla v Valletti (1659);
- leseni kip Marije rožnega venca v dominikanski cerkvi, Rabat, Malta (1660–61);
- marmorni kip umirajoče svete Rože iz Lime (podpisan in datiran leta 1665, Lima, Santo Domingo) je bil leta 1668 osrednji del slovesnosti beatifikacije v rimski cerkvi svete Marije nad Minervo (Santa Maria sopra Minerva) in je bil po tem dogodku odpeljan v Peru. Medtem ko je nekaj podobnosti z Berninijevim kipom Zamaknjenje svete Terezije in je morda vplival na kip Smrt blažene Ludovike Albertoni, njegov kip izraža mirnost, ni nemira, ki se čuti v Berninijevih delih;
- Sveti Tomaž iz Villanove deli miloščino v cerkvi Sant'Agostino v Rimu (1663–69);
- relief v belem marmorju Zamaknjenje Katarine Sienske v cerkvi svete Katerine na trgu Magnanapoli v Rimu. Zakrivljeno večbarvno ozadje kaže oblake in učinek halo, ki okrepijo zamisel, da gre svetnik v nebesa. Ni znan datum, vendar je splošno sprejeto, da je sam končal delo leta 1667 ali prej. Voščeni model (bozzetto) za to delo je leta 1995 odkril Edgar Vella in je zdaj v zasebni zbirki na Malti;
- poprsje Aleksandra VII. je v izredno fini terakotni različici v palači Chigi v Aricci, podpisan bron (datum 1667) je v Metropolitanskem muzeju v New Yorku (fotografija tukaj) in nadaljnji bron v stolnici v Sieni.

Številni Cafovi terakotni modeli so v muzeju Ermitaž v Sankt Peterburgu, Narodnem muzeju upodabljajoče umetnosti v Valleti, Beneški palači v Rimu, Muzeju Fogg na Harvardski univerzi v Massachusettsu in Rimskem muzeju. Številni reliefi in skulpture so na Malti: Muzej Valletta ima skice mučencev in modele za kipe v kolonadi na Trgu svetega Petra v Vatikanu. Nedavno so bili odkriti štirje reliefi v stolnici v Mdini, ki predstavljajo Rojstvo, Čaščenje pastirjev, Oznanjenje in Slavo svete Rože iz Lime.
Večino nedokončanih del je končal Ercole Ferrata, npr.:
- Mučeništvo svetega Evstahija v cerkvi svete Neže v Rimu (1660–69). Terakota je v muzeju Beneške palače v Rimu. Leta 2014 je Vella objavil svoje odkritje modela kipa, ki ga je Cafà naredil za ta marmorni relief;[4]
- Sveti Tomaž iz Villanove deli miloščino v cerkvi svete Neže v Rimu (1663–69). Terakota je v Narodnem muzeju upodabljajoče umetnosti v Valleti;
- marmornati kip papeža Aleksandra III. je v Sienski stolnici (od 1665/66);
- marmornati kip svetega Pavla je v jami svetega Pavla, Rabat, Malta (1666–69).